# 清水興津テレビ中継局
清水興津テレビ中継局（しみずおきつテレビちゅうけいきょく）は、静岡県静岡市清水区に置かれているテレビ放送の中継局。

## 中継局概要

### デジタルテレビ放送
| リモコン 番号 | 放送局名     | チャンネル 番号 | 空中線 電力 | ERP   | 偏波面   | 放送対象地域 | 放送区域 内世帯数 | 運用開始日     |
| ------------- | ------------ | --------------- | ----------- | ----- | -------- | ------------ | ----------------- | -------------- |
| 1             | NHK 静岡総合 | 36              | 50mW        | 180mW | 水平偏波 | 静岡県       | 約2,500世帯       | 2010年 12月2日 |
| 2             | NHK 静岡教育 | 37              | 50mW        | 180mW | 水平偏波 | 全国         | 約2,500世帯       | 2010年 12月2日 |

- 所在地： 静岡市清水区興津井上町（日影村山）[3][1][4][5]
- 放送区域： 静岡市清水区の一部[4][5]
- 2010年10月21日に予備免許が交付され[4]、10月27日に試験放送を開始。11月25日に本免許が交付され[5]、12月2日に本放送を開始した[1][2]。当初、NHKは静岡親局によってカバーされる予定だったが[6]、受信状態を改善するため「新規整備中継局」としての設置が決定された[7][8]。なお、民放局は設置されていない。

### アナログテレビ放送
| チャンネル 番号 | 放送局名            | 空中線 電力       | ERP                 | 偏波面   | 放送対象地域 | 放送区域 内世帯数 | 運用開始日 |
| --------------- | ------------------- | ----------------- | ------------------- | -------- | ------------ | ----------------- | ---------- |
| 40              | SDT 静岡第一テレビ  | 映像1W/ 音声250mW | 映像3.5W/ 音声890mW | 水平偏波 | 静岡県       | -                 | -          |
| 42              | SATV 静岡朝日テレビ | 映像1W/ 音声250mW | 映像3.5W/ 音声890mW | 水平偏波 | 静岡県       | -                 | -          |
| 44              | SUT テレビ静岡      | 映像1W/ 音声250mW | 映像3.5W/ 音声890mW | 水平偏波 | 静岡県       | -                 | -          |
| 46              | SBS 静岡放送        | 映像1W/ 音声250mW | 映像3.5W/ 音声890mW | 水平偏波 | 静岡県       | -                 | -          |
| 48              | NHK 静岡総合        | 映像1W/ 音声250mW | 映像4.6W/ 音声1.15W | 水平偏波 | 静岡県       | -                 | -          |
| 50              | NHK 静岡教育        | 映像1W/ 音声250mW | 映像4.6W/ 音声1.15W | 水平偏波 | 全国         | -                 | -          |

- 所在地： デジタルテレビ放送に同じ
- 2011年7月24日をもってすべて廃止された。